# Symphyotrichum schaffneri
Symphyotrichum schaffneri (anteriormente llamada Aster schaffneri ) es una especie herbácea perenne de planta con flores de la familia Asteraceae originaria de los estados de Puebla y Veracruz, México .

## Descripción
S. schaffneri, es una planta herbácea perenne con un sistema de rizomas rastreros, alcanza alturas de 30-100 centímetros (12 a 39 pulgadas) en tallos delgados estriados con pelos en líneas debajo y líneas pilosas más uniformes arriba. La ramificación ocurre en las porciones superiores en ángulos de 15 a 45 ° que ascienden o, a veces, se arquean si son lo suficientemente largos.

### Hojas
Las hojas se destacan por tener una vena central prominente con finas venas reticuladas que la rodean. No tienen pelo en la parte superior con pelos suaves en la parte posterior, generalmente solo en la nervadura central o dispersos. Las hojas abrazan el tallo hasta la mitad de su recorrido. Las hojas del tallo son 4–10 cm (1 + 1⁄2–4 in) largo y 1–2 cm (2⁄5–4⁄5 in)   de ancho, con hojas basales (inferiores) más pequeñas en 18–25 mm (3⁄4–1 in)   .

### Flores
En el exterior de la planta, las cabezas de flores de todos los miembros de la familia Asteraceae son pequeñas brácteas que parecen escamas. Estos se llaman filarios y juntos forman el involucro que protege las flores individuales en la cabeza antes de que se abran. El involucro de cada inflorescencia de S. schaffneri tiene forma de embudo o semiesférica y 4.5–7 mm (1⁄5–3⁄10 in) de largo. Hay de 25 a 45 filarios en aproximadamente cuatro series graduadas con las filas internas de dos a tres veces más largas que las filas externas. Hay 17–24 flores liguladas blancas de longitud 4.5–7 mm (1⁄5–3⁄10 in)(a veces hasta 10 mm (0,4 plg)  ) de largo, con 11–26 floretes de disco amarillos y luego rosados.

## Taxonomía
La especie se describió formalmente en 1986 como Aster schaffneri Schultz-Bip. ex Sundberg & A.G.Jones por los botánicos estadounidenses Scott D. Sundberg y Almut Gitter Jones . Los especímenes analizados habían sido recolectados en 1855, almacenados y etiquetados como " Aster schaffneri Schultz-Bip". pero Sundberg y Jones concluyeron que nunca se describieron formalmente. Llevaba el nombre de JG Schaffner, el recolector de plantas y farmacéutico alemán Johann Wilhelm Schaffner, más tarde conocido como J.Guillermo Schaffner.